# FK Baník Sokolov
Baník Sokolov ist ein tschechischer Fußballverein aus dem nordwestböhmischen Sokolov. Von der Saison 2006/07 bis 2019/20 spielte der Klub in der 2. tschechischen Liga.

## Vereinsgeschichte
Baník Sokolov wurde 1948 als SK HDB Falknov nad Ohří gegründet. Noch im selben Jahr wurde die Stadt Falknov nad Ohří, deutsch Falkenau an der Eger, in Sokolov umbenannt. Im November 1948 kam es auch zur Umbenennung des Klubs in ZTS Sokol HDB Sokolov.
Ab 1951 spielte Sokol HDB Sokolov in der damals zweitklassigen so genannten Krajská soutěž. Dort spielten mehr als 200 Vereine in 20 Staffeln. Sokol HDB Sokolov gewann gleich 1951 seine Gruppe, mit einem Aufstieg in die 1. tschechoslowakische Liga war dieser Erfolg allerdings nicht verbunden.
1953 änderte der Verein seinen Namen in Baník Sokolov, gleichzeitig kam es zur Einführung einer 2. Liga, wodurch die Krajská soutěž und damit auch Sokolov nur noch drittklassig war. Schon ein Jahr später wurde der tschechoslowakische Fußball erneut umorganisiert. Sechs Staffeln der Oblastní soutěž lösten die 21 Staffeln der Krajská soutěž als dritthöchste Spielklasse ab. Diese Reorganisation machte der Fußballverband 1960 wieder rückgängig, fortan hatte die Krajská soutěž allerdings nur noch elf Staffeln.
1965 ersetzten sechs Staffeln der Divize die Krajská soutěž als dritthöchste Liga, Sokolov wurde in der Spielzeit 1965/66 Vizemeister der Gruppe A. Vier Jahre später führte der Fußballverband eine 3. Liga ein, bestehend aus drei Staffeln. Baník Sokolov wurde in der Gruppe nur Vorletzter und musste nach 27 Jahren Drittklassigkeit den Gang in die nur mehr viertklassige Divize antreten.
Die Rückkehr in die 3. Liga gelang Baník in der Saison 1971/72. In der Spielzeit 1975/76 stieg die Mannschaft ab, profitierte aber in der Saison darauf von der Auflösung der bisher landesweiten 2. Liga, so dass die ČNL, in die Sokolov aus der viertklassigen Divize aufstieg, die zweithöchste Spielklasse war. Als Tabellenletzter stieg die Mannschaft allerdings umgehend wieder ab.
In der Saison 1979/80 stieg die Mannschaft sogar aus der Divize ab und verschwand im unterklassigen Amateurfußball. Erst 2001/02 gelang Baník Sokolov der Aufstieg in den fünftklassigen „Karlovarský přebor“. Den gewann das Team 2004/05 souverän und war nach 25 Jahren Abstinenz wieder im überregionalen Amateurfußball vertreten. Als Neuling der Divize B wurde Sokolov Vizemeister.
Im Jahr 2006 wurde der Verein in eine Aktiengesellschaft umgewandelt, alleiniger Aktionär wurde die Bergbaugesellschaft Sokolovská uhelná. Der FK Baník Sokolov erwarb im Sommer 2006 die Zweitligalizenz vom FK AS Pardubice. Die erste Profisaison der Vereinsgeschichte beendete Baník auf dem 6. Platz. Bis zur Saison 2019/20 konnte man die Klasse halten. Seit ihrem Abstieg aus der 2. Liga im Jahr 2020 ist man Dauergast im Abstiegskampf der 3. Liga.

## Statistik
- II. liga: 1951–1952 (Krajská soutěž), 1977/78 (ČNL), 2006- (2. Liga)
- III. liga: 1953–1970, 1972–1976, 1978–1980 (1953–1954 Krajská soutěž, 1955–1959/60 Oblastní soutěž, 1960/61–1964/65 Krajský přebor, 1965/66–1968/69 Divize, 1969/70 III. liga), 1972/73–1975/76 (1972/73–1973/74 III. liga, 1973/74–1975/76 ČNL) 1978/79–1979/80 (Divize)

## Trainer
- Martin Pulpit (2006–2007)
- Martin Hašek (2008)
- Radoslav Látal (2010–2012)
- Daniel Šmejkal (2014–2016)

## Spieler
- František Dřížďal (2004–2007, 2011–2016)
- Jan Mejdr (2016–2020)

## Vereinsnamen
- 1948 SK HDB Falknov nad Ohří
- 1948 ZTS Sokol HDB Sokolov
- 1953 DSO Baník Sokolov
- 1962 TJ Baník Sokolov
- 1992 FK Baník Sokolov